# South Beach (2006)
South Beach is een Amerikaanse dramaserie, ontwikkeld door Matthew Cirulnick en geproduceerd door Jennifer Lopez. De serie werd uitgezonden van 11 januari tot 22 februari 2006 op UPN. Het verhaal gaat over twee vrienden uit Brooklyn (New York) die naar South Beach in Miami verhuizen.
De serie ontving vooral negatieve kritieken en werd na acht afleveringen stopgezet.

## Rolverdeling
| Acteur             | Personage                      |
| ------------------ | ------------------------------ |
| Meghan Ory         | Maggie                         |
| Marcus Coloma      | Matt Evans                     |
| Odette Annable     | Arielle Casta                  |
| Lee Thompson Young | Alex Bauer                     |
| Chris Johnson      | Vincent                        |
| Giancarlo Esposito | Robert Fuentes                 |
| Vanessa Williams   | Elizabeth Bauer                |
| Adrianne Palicki   | Brianna                        |
| Brian Fortuna      | Danser                         |
| Michael Francis    | Cesares                        |
| Johnny Acero       | Manolo                         |
| Paul Lasa          | Javier                         |
| George Morris Jr.  | Rivera's Henchman              |
| Sara Besche        | Chanel (Elizabeth's Assistant) |
| Steven Bauer       | Lieutenant Rivera              |
| Michael Paré       | Charlie Evans                  |
| Neil Brown Jr.     | Felix                          |
| Joseph Baird       | Hotel Clerk                    |
| Mike Calendrillo   | Matts vriend                   |
| Nicholas Simmons   | Bouncer 2#                     |
| Ashley Totin       | Bartender                      |
| Pitbull            | zichzelf                       |
| Don Abbatiello     | Marine coordinator             |
| Jay Amor           | Thug 1#                        |
| Omar Avila         | Bar Back                       |
| Chick Bernhard     | Man 1#                         |
| Jennifer Bradley   | Drug Rep                       |
| Adam Cronan        | Hipster Director               |
| Karen Garcia       | Los Ojos                       |
| Erick García       | portier                        |
| Jay Gutierrez      | Alex friend                    |
| Rey Hernandez      | Jorge                          |
| Melissa Keller     | Noël                           |
| Terry Loughlin     | Lou                            |
| Christie Madden    | serveerster                    |
| Hector Penate      | Clerk                          |
| Suzanne Quast      | Krissy                         |
| Sean Russell       | Shane                          |
| Jonathan Smith     | Lil John                       |
| Adam Vernier       | Security Expert                |

## Afleveringen
| # | Titel aflevering                        | Releasedatum     |
| - | --------------------------------------- | ---------------- |
| 1 | I Always Tell The Truth Even When I Lie | 11 januari 2006  |
| 2 | I'm Not Your Baby                       | 11 januari 2006  |
| 3 | I Want What's Coming To Me              | 18 januari 2006  |
| 4 | Every Day Above Ground Is a Good Day    | 25 januari 2006  |
| 5 | Who Do You Trust                        | 1 februari 2006  |
| 6 | I'll Do What I Want to Do               | 8 februari 2006  |
| 7 | The S.B.                                | 15 februari 2006 |
| 8 | It Looked Like Somebody's Nightmare     | 22 februari 2006 |